# Gabriele Cristini
Gabriele Cristini (* 18. April 2010 in Rom) ist ein italienischer Kinderdarsteller.

## Leben
Cristini wurde am 18. April 2010 in Rom geboren. Seit 2017 besucht er den Theaterkurs der Kompanie „Un teatro da favola“ in Rom. Seit 2018 wirkt er in mehreren Theaterstücken des italienischen Regisseurs P. Clementi mit. So war er unter anderen 2019 im Stück Heidi in der Rolle des Peter und 2021 im Stück Harry Potter als Ron Weasley zu sehen. 2022 übernahm er im Stück Nemo die titelgebende Hauptrolle.
Sein Filmdebüt gab Cristini 2021 in der Rolle des Orfeo im Film Help! My In-Laws Are Vampires!. Im Folgejahr war er in der Actionkomödie Zwei wie Pech und Schwefel in der Rolle des jungen Carezza, dessen erwachsenes Alter Ego von Edoardo Pesce dargestellt wurde, zu sehen. 2023 spielte er im Film The First Day of My Life mit der Rolle des Diabetikers Daniele eine der Hauptrollen des Films. Der Film wurde unter anderen auf dem Filmfest München gezeigt.

## Filmografie (Auswahl)
- 2021: Help! My In-Laws Are Vampires! (Una famiglia mostruosa)
- 2022: Zwei wie Pech und Schwefel (Altrimenti ci arrabbiamo)
- 2023: The First Day of My Life (Il primo giorno della mia vita)

## Theater (Auswahl)
- 2018: Il supplente di Babbo Natale e la meravigliosa favola di Natale, Regie: P. Clementi
- 2019: La famiglia Transilvania, Regie: P. Clementi
- 2019: 101 Dalmata, Regie: P. Clementi
- 2019: La Bella e La Bestia, Regie: P. Clementi
- 2019: A casa con Mary, Regie: P. Clementi
- 2019: Captain Uncino, Regie: P. Clementi
- 2019: Heidi, Regie: P. Clementi
- 2021: C’era una svolta, Regie: P. Clementi
- 2021: Harry Potter, Regie: P. Clementi
- 2021: La ballerina, Regie: P. Clementi
- 2021: Quando Babbo divenne Natale, Regie: P. Clementi
- 2022: Up su nel cielo, Regie: P. Clementi
- 2022: Nemo, Regie: P. Clementi